# Pealius mitakensis
Pealius mitakensis là một loài côn trùng cánh nửa trong họ Aleyrodidae, phân họ Aleyrodinae.
Pealius mitakensis được Takahashi miêu tả khoa học đầu tiên năm 1955.